# John Cecil Currie
John Cecil Currie DSO & Bar, MC (1898 – 1944) var en officer i den britiske hær under 2. Verdenskrig. 
Som en del af Iraqforce (eller Paiforce in Persia), havde brigadegeneral Currie kommandoen over 9. pansrede brigade under den britisk-sovjetiske invasion af Persien (Iran).  Hans brigade var en del af Hazelforce, der var under kommando af brigadegeneral J.A. Aizlewood.
Under operation Supercharge i de Andet slag om el-Alamein, nedkæmpede 9. pansrede brigade under Curries ledelse en stor del af aksestyrkerne panserværnskanoner, men led samtidig frygtelige tab. 

## Kommando historik
- 1942 Kommanderende officer for 9. uafhængige pansrede brigadegruppe Mellemøsten og Nordafrika
- 1942 – 1943 Kommanderende officer 9. pansrede brigade, Nordafrika og Mellemøsten
- 1943 Kommanderende officer, 4. pansrede brigadegruppe, Nordafrika
- 1943 Kommanderende officer, 4. pansrede brigade, Nordafrika og Italien
- 1944 Kommanderende officer, 4. pansrede brigade, Nordvesteuropa
- 1944 Dræbt i kamp